# 불설장수멸죄호제동자경 (충청북도 유형문화재 제303호)
불설장수멸죄호제동자경(佛說長壽滅罪護諸童子經)은 충청북도 단양군 영춘면 백자리, 구인사에 있는 고려시대의 불경이다. 2009년 7월 3일 충청북도의 유형문화재 제303호로 지정되었다.

## 개요
불설장수멸죄호제동자경(佛說長壽滅罪護諸童子經)은 당(唐)의 사문(沙門) 불타파리(佛陀波利)가 번역한 것으로 불보살의 가피(加被)와 수행을 통하여 모든 죄악을 없애고 장수하는 법에 대한 가르침을 기록한 경전이다.
말미의 간기에 의하면 고려 고종연간에 정권을 전횡(專橫)하였던 진양공(晉陽空) 최이(崔怡)의 복수무량(福壽無疆)을 발원할 목적으로 간행된 경전임을 확인할 수 있다.
간행시기에 대해서도 말미(末尾)에 '시신축정월'(時辛丑正月)이라고 밝혀 판각 시기가 1241년 정월(正月)임을 알 수 있다.
경전의 제목과 서두 부분이 일부 훼손되기는 하였지만 전반적으로 보존상태가 양호하다. 표지는 두꺼운 장지를 사용했고 표제는 후대에 삽입한 것으로 보인다. 권수의 일부가 훼손되어 보필하였다.
1권 1첩으로 상하단변(上下單邊)으로 판은 22.5cm×51.5cm의 크기로 5절(折)하였다. 전체는 22판 110절이다. 무계(無界)로 매절 5행 17자로 주는 쌍행(雙行)이고 어미는 없다. 전체 29.5cm×1,527.5cm의 크기이다.
불설장수멸죄호제동자경(佛說長壽滅罪護諸童子經)은 불교학 연구는 물론 고려시대 말기의 목판인쇄술과 한국서지학의 연구에 귀중한 자료이다.

## 같이 보기
- 최우
- 불설장수멸죄호제동자경 : 삼성미술관 리움 소장 (보물 제701호)

## 참고 자료
- 불설장수멸죄호제동자경 - 국가유산청 국가유산포털